# Гілаїра (кратер)
Гілаї́ра (англ. Hilairea) — метеоритний кратер на Епіметеї — супутнику Сатурна. Назву кратера затверджено МАСом на честь Гілаїри — дочки мессенського царя Левкіппа і Філодіки.